# 마쓰호촌 (효고현)
마쓰호촌(松帆村)은 효고현 미하라군에 설치되었던 촌이다. 현재의 미나미아와지시에 해당한다.

## 역사
- 1889년 4월 1일 - 정촌제 시행에 의해 4촌의 구역을 가지고 성립하였다.
- 1957년 7월 1일 - 미나토정, 쓰이촌, 아나가촌, 이카리촌, 시치촌과 합병해 세이단정이 성립, 동일 마쓰호촌은 폐지되었다.

## 교통

### 도로
현재는 구촌 지역에 고베아와지 나루토 자동차도의 니시아와미하라 나들목이 있지만, 당시에는 미개통 상태였다. 

## 참고문헌
- 角川日本地名大辞典 28 兵庫県